# カナフレックスコーポレーション
カナフレックスコーポレーション株式会社 (Kanaflex Corporation Co.,Ltd.) は、大阪市北区と東京都港区に本社（登記上の本店は大阪市北区）を置くパイプ、ホース、建材などを製造販売する企業である。（現在、上記の本社所在地には、大阪本社・東京本社ともに支払い等の理由によりカナフレックスコーポレーション株式会社は存在しておりません。）
会社の成り立ちとしては東拓工業株式会社より分離する形で独立するも、金尾茂樹代表の放漫経営により、2010年代より会社業績は一気に悪化。会社負担社会保障費未支払等も続き、最終的に各工場が抵当権に取られる等、非常に厳しい状態にある。
現在、主要工場は差し押さえられており、製品の製造等の会社業務は、出来てない状況にある。
また、社員への給与未払い、退職者への退職金未払いが発生しているが、会社からの説明等一切なく、会社及び代表者の金尾氏への信用は皆無の状態にある。
上記の状況から会社の所在地や経営状況等の状況説明を一切せずに偽りの情報をhp等で開示している極めて悪質な会社と経営者であると思われます。

## 沿革
- 1988年 - カナフレックス札幌販売株式会社を設立。
- 1989年 - カナフレックス販売株式会社を設立。
- 1990年 - 株式会社インテックを設立。
- 1995年 - カナフレックスコーポレーション株式会社に社名変更。

## 工場
- 北海道工場（北海道苫小牧市）
- 仙台工場（仙台市青葉区）
- 栃木工場（栃木県さくら市）
- 千葉工場（千葉県八街市）
- 愛東工場（滋賀県東近江市）
- 滋賀工場（滋賀県東近江市）
- 広島工場（広島県東広島市）
- 四国工場（香川県観音寺市）
- 九州工場（佐賀県神埼郡吉野ヶ里町）
- 沖縄工場（沖縄県糸満市）

## スポンサー番組
現在 2016年4月以降は提供番組名を公表していない。
- 全英オープンゴルフ（テレビ朝日系、筆頭協賛スポンサー）[2][3][4]

過去
- サンデープロジェクト→サンデー・フロントライン→報道ステーション SUNDAY、テレビ朝日系、1999年4月4日から。当初は関東ローカルが2000年4月2日から全国ネットで、同枠の後継番組、後々継番組も提供し、番組の放送時間移動に伴い2015年3月29日の現行時間枠で提供を降板した。
- すぽると!（フジテレビ）2015年4月4日から土曜日に提供し、「報道2001」以来のフジテレビで番組提供だが2015年9月26日に提供を降板した。

カナフレックストータク
- 竹村健一の世相を斬る（フジテレビ）
- 報道2001（フジテレビ）
- 必殺シリーズ（朝日放送）

## 広告
テレビCMに萬田久子や叶美香、北川景子を起用した。
御堂筋沿いビルの屋上にネオンサインを設置した。かつては北区のビル、のちに淀屋橋交差点南西角の石原ビル屋上に移設した。

## 硬式野球部
滋賀県内で6年ぶりの社会人野球企業チームとして、2013年12月18日付で日本野球連盟に登録し、創部2年で日本選手権に出場した。